# Песнь немцев
«Песнь немцев» (нем. Das Lied der Deutschen), называемая также песнь Германии (нем. Deutschlandlied) или, реже, гофманско-гайдновская песнь (нем.  Hoffmann-Haydn’sches Lied) — песня, написанная Гофманом фон Фаллерслебеном на музыку Йозефа Гайдна. Созданная 26 августа 1841 года на принадлежавшем тогда Великобритании острове Гельголанд, песня впервые была публично исполнена 5 октября того же года на улице Юнгфернштиг в Гамбурге. Песня была написана на мелодию «Императорской песни» (нем. Kaiserlied), созданной Гайдном в 1797 году для государственного гимна Австрийской империи «Боже, храни императора Франца…».
11 августа 1922 года на заседании Национального собрания Германии, где была принята Веймарская конституция, первый рейхспрезидент Германии Фридрих Эберт объявил «Песнь немцев» государственным гимном республики. Во времена нацистской Германии исполнялась только первая строфа песни, после чего следовал гимн НСДАП «Песня Хорста Весселя». После 1945 года исполнение «Песни немцев» было запрещено, а в немецком обществе шла интенсивная дискуссия о новом государственном гимне. В 1952 году было решено, что гимном вновь станет гофманско-гайдновская песнь, однако исполняться будет только её третья строфа. После объединения Германии гимном ФРГ официально стала третья строфа «Песни немцев».

## Мелодия

Мелодия гимна Германии

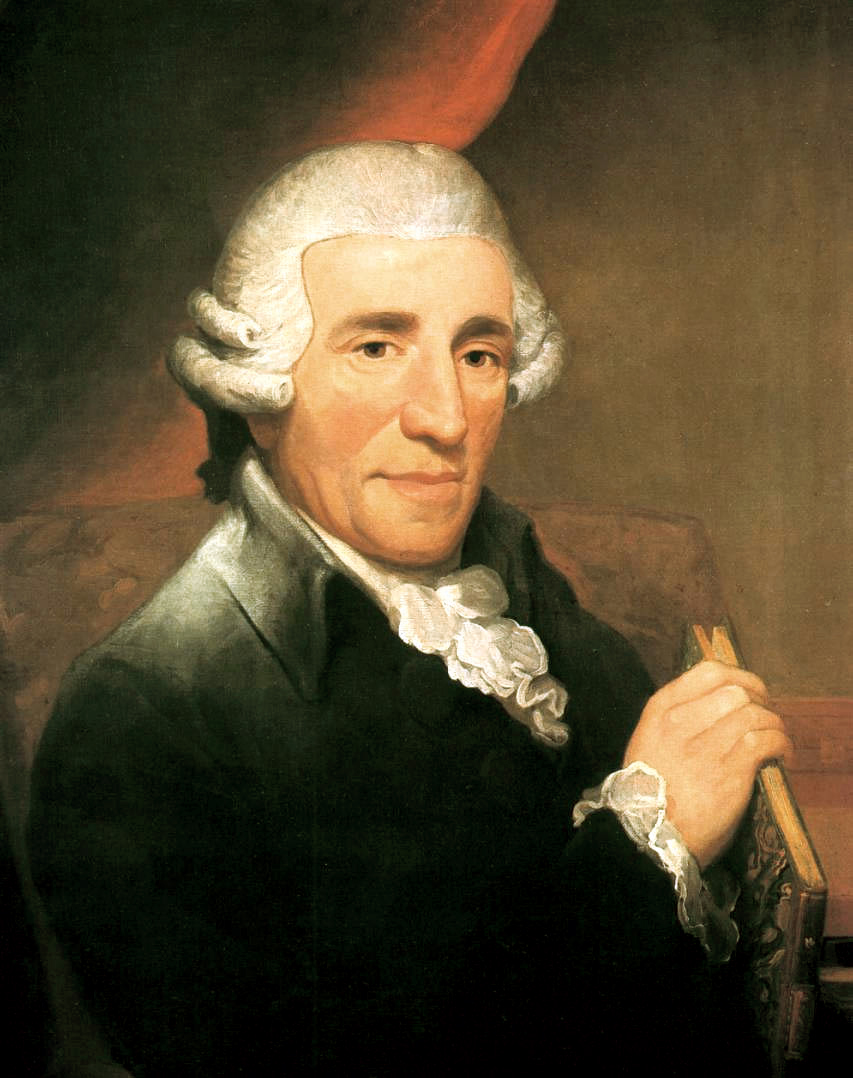
Йозеф Гайдн

«Песнь немцев» исполняется на мелодию «Императорского гимна» (нем. Kaiserlied, Hob XXVIa:43), созданную Йозефом Гайдном более чем за полвека до появления её текста.
После второй поездки в Лондон в 1796 году Йозеф Гайдн вернулся в Вену и поселился в своём доме «У семи лебедей» в районе современного Нойер-Маркт. Австрия в этот период вела войну с наполеоновскими войсками (Итальянская кампания (1796)). В октябре Гайдн по предложению Франца Иосифа графа Заурау ради поднятия боевого духа австрийцев начал работу над созданием музыки к написанному Лоренцом Леопольдом Гашкой гимну «Боже, храни императора Франца…». Работа была завершена в январе 1797 года.
При создании мелодии на Гайдна оказала большое влияние знакомая ему с детства хорватская народная песня, известная в бургенландско-хорватском регионе под названием «Stal se jesem». Элементы мелодии встречались в его творчестве и ранее — в частности, в написанной в 1766 песни Захарии из мессы св. Цецилии до мажор (Hob XXII:5) и в медленной части концерта для трубы с оркестром ми-бемоль мажор (Hob VIIe:1) 1796 года.
Получившаяся мелодия была достаточно простой и искренней. Позднее, утомлённый болезнями и дряхлостью, Гайдн часто садился за рояль с тем, чтобы с радостным сердцем ещё раз сыграть мелодию нового гимна — утешение во время длительной и тяжёлой болезни. Сам композитор писал об этом:
| Я играю эту мелодию каждое утро и часто в дни волнений черпал из неё силы и получал утешение. Я не могу иначе, я просто должен играть её каждый день. Когда я её играю, на сердце становится легко, и это ощущение сохраняется ещё некоторое время после этого. Оригинальный текст (нем.)Ich spiele das Lied an jedem Morgen, und oft habe ich Trost und Ergehung daraus genommen, in den Tagen der Unruhe. Ich kann auch nicht anderes, ich muß es alle Tage einmal spielen. Mir ist herzlich wohl, wenn ich es spiele, und noch eine Weile nachher. |

Впервые гимн был исполнен 12 февраля 1797 года в Венском национальном театре в присутствии Франца II на праздновании его 29-летия. Гимн очень понравился молодому императору и стал официальным гимном Австрии. Гайдн получил в подарок золотую табакерку с портретом императора.
В том же году Гайдн использовал данную мелодию в струнном квартете op. 76 No. 3 до мажор (Hob III:77). Вторая часть квартета — четыре вариации на cantus firmus, в качестве которого Гайдн использовал тему «Императорского гимна». Благодаря этому весь квартет стал известен как «Императорский квартет».

## История

### Общественно-политическая ситуация

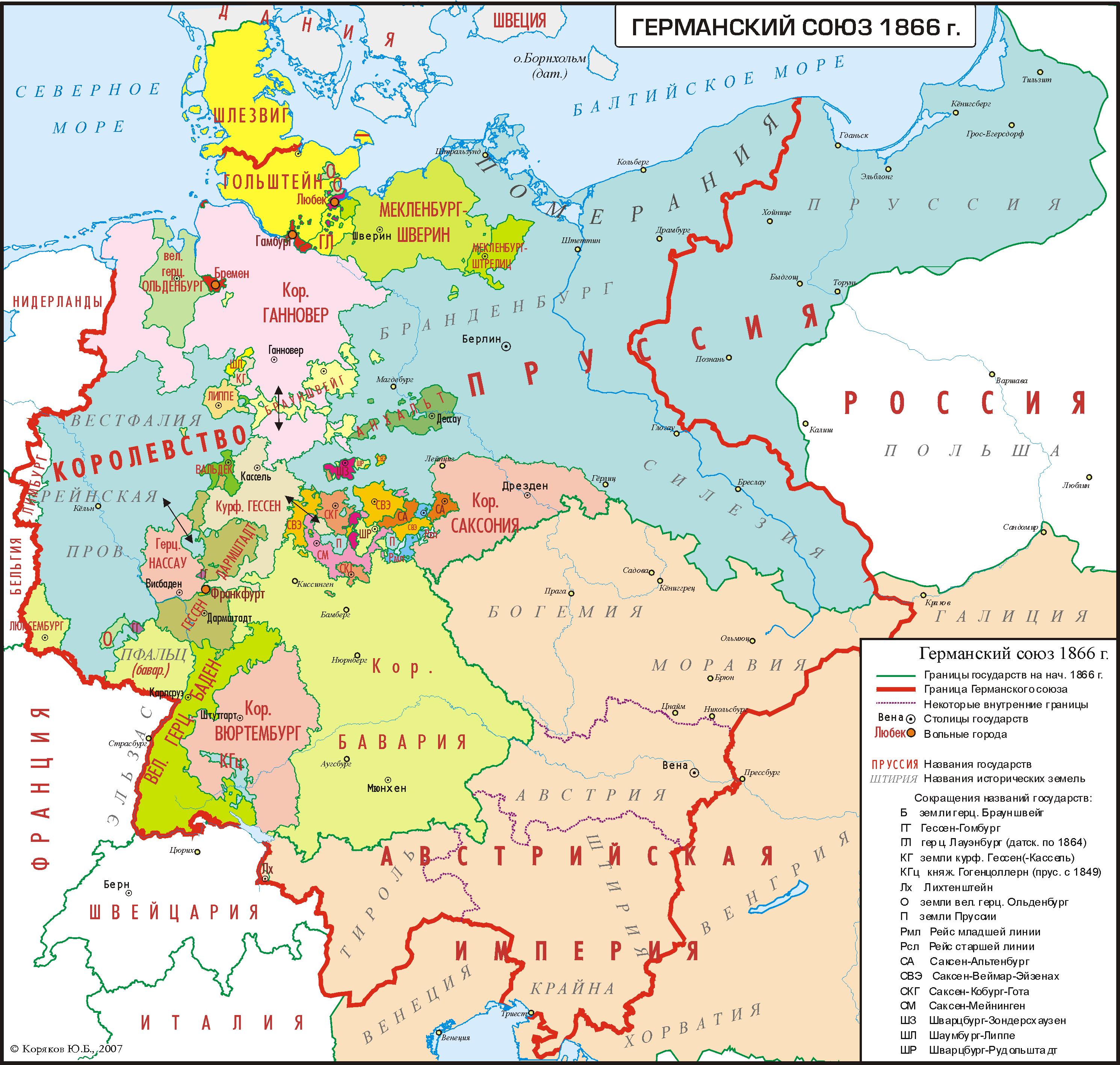
Германский союз

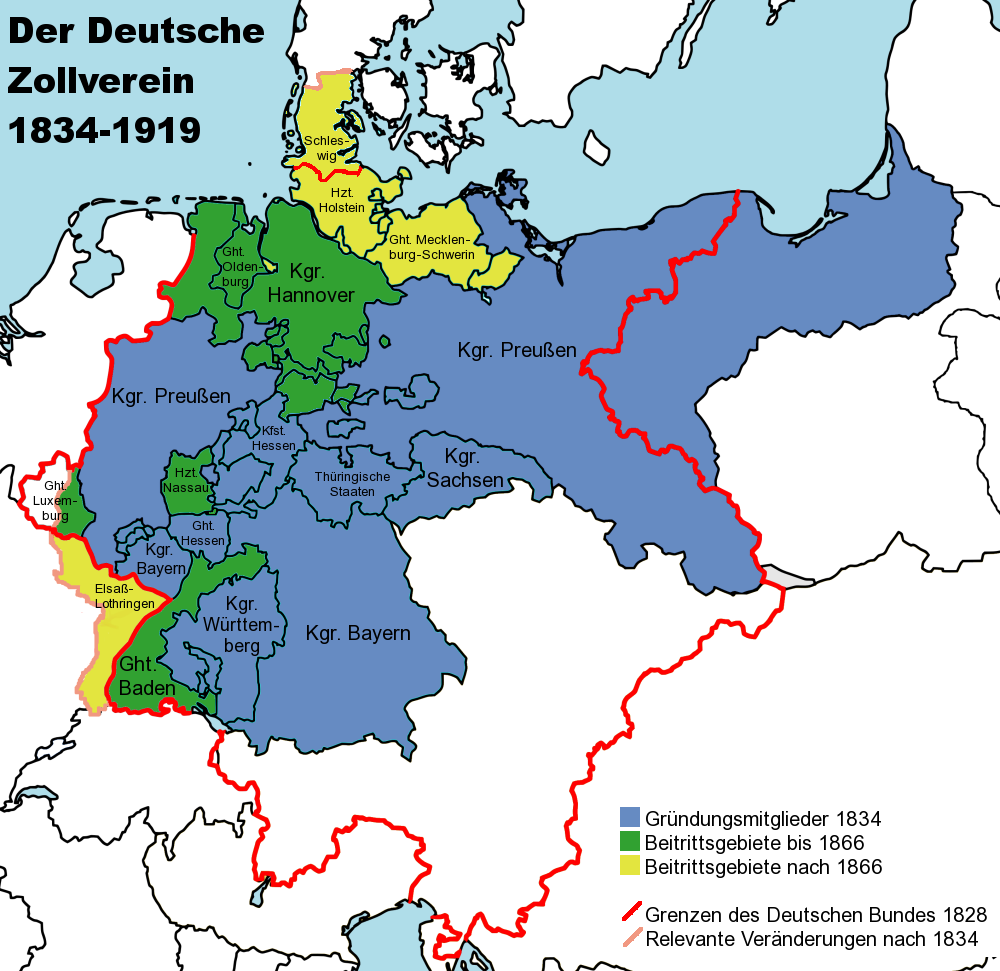
Германский таможенный союз

В начале 1840-х Германия пребывала в состоянии феодальной раздроблённости. Крупнейшее образование, объединявшее немецкие государства, — Священная Римская империя германской нации — фактически прекратило своё существование во время войны третьей коалиции 1805 года, в которой армия Франца II была разгромлена в битве под Аустерлицем. На стороне Наполеона против австрийских войск (и формально против своего сюзерена) в этой войне сражались войска Бадена, Баварии и Вюртемберга — и это не вызвало никакой отрицательной реакции в империи. По Пресбургскому мирному договору император отказывался в пользу Наполеона и его сателлитов от своих владений в Италии, Тироля, Форарльберга и Передней Австрии и признавал за курфюрстами Баварии и Вюртемберга титулы королей. 12 июля 1806 года Бавария, Вюртемберг, Баден, Гессен-Дармштадт, Нассау (обе линии), Берг и восемь других немецких княжеств подписали в Париже договор об образовании Рейнского союза под покровительством Наполеона. 1 августа эти государства объявили о своём выходе из состава Священной Римской империи. 6 августа 1806 года Франц II объявил о сложении с себя титула и полномочий императора Священной Римской империи, объяснив это невозможностью исполнения обязанностей императора после учреждения Рейнского союза. Одновременно он освободил всё ещё входившие в состав империи имперские княжества, сословия, чины и должностных лиц имперских учреждений от обязанностей, наложенных на них имперской конституцией.
После разгрома Наполеона в 1813—1814 годах в Германии была популярна идея восстановления Священной Римской империи. Эту идею поддерживали малые и средние немецкие княжества, видевшие в возрождении империи способ защиты от посягательств со стороны крупных государств (Пруссии, Баварии, Саксонии, Вюртемберга). В ноябре 1814 года 29 немецких князей подписали воззвание к Францу II с просьбой вновь принять титул императора. Однако в соответствии с австро-прусскими договорами 1807 и 1813 годов, соглашениями о присоединении бывших членов Рейнского союза к антифранцузской коалиции 1814 года и, наконец, согласно условиям Парижского мирного договора 1814 года, Германия должна была стать конфедеративным образованием. Попытка возрождения империи угрожала военным конфликтом Австрии с Пруссией и другими крупными немецкими государствами. На Венском конгрессе 1814—1815 годов Франц II отказался от императорской короны и воспрепятствовал проекту восстановления империи под управлением избираемого из немецких князей императора. Вместо этого 8 июня 1815 года был учреждён Германский союз — конфедерация 39 немецких государств, включая наследственные владения Австрийской империи и Прусского королевства, в границах, примерно соответствующих бывшей Священной Римской империи.
После падения Наполеона в Европе возобладал принцип легитимизма, в рамках которого признавалась нерушимость границ под властью традиционно правящих династий. Однако быстрое развитие капиталистического производства, парламентаризма и общественной мысли привели к пониманию приоритета интересов нации над монархо-династическими порядками. Буржуазия нуждалась в единых рынках сбыта, ей мешали феодальные границы и сословная структура общества. К середине XIX века среди европейских народов возникло сильное стремление к созданию национальных государств, чему активно оказывали сопротивление уже сложившиеся империи.
В 1830-е годы в Германии началась индустриализация, вызвавшая бурный экономический рост и обострившая конфликт интересов буржуазии с феодальным устройством общества. В 1834 году образовался Германский таможенный союз, куда вошли 12 германских государств и к 1860 году присоединились ещё пять. Союз экономически объединял практически все крупные германские государства, за исключением Австрии, устраняя таможенные барьеры между членами союза и накладывая повышенный единый тариф на товары из других стран.
Франция в 1840 году потерпела серьёзное политическое поражение в ходе Восточного кризиса — конфликта между Османской империей и египетскими сепаратистами. После того, как хедив Египта Мухаммед Али Египетский, которого поддерживала Франция, захватил Сирию (1831), Палестину (1831) и Анатолию (1832), в ходе турецко-египетской войны 1839—1841 возникла угроза его вторжения в Малую Азию. Великобритания, Россия, Австрия и Пруссия, видевшие в сохранении Османской империи гарант соблюдения своих интересов в Азии, подписали Лондонский договор 1840 года. Договор фактически представлял собой ультиматум Мухаммеду Али, от которого требовали оставления позиций в Сирии, Палестине, Аравии и на Крите, отвода войск в Египет и возврата всего турецкого флота в обмен на передачу ему полного контроля над Египтом и Сидоном, остававшимися тем не менее в составе Османской империи.
Стремясь отвлечь народ от дипломатической неудачи, французское правительство во главе с Адольфом Тьером спровоцировало «Рейнский кризис», предъявив претензии на немецкие земли на левом (западном) берегу Рейна общей площадью 32 тыс. квадратных километров. В 1795 году, в соответствии с условиями Базельского мира, Пруссия уступила территории за Рейном, Франция оккупировала также курфюршества Майнц, Кёльн, Трир, Пфальц, герцогства Юлих, Клеве и Вольный имперский город Аахен. В результате решения Венского конгресса, который вернул границы Франции к состоянию, существовавшему до начала Великой французской революции, спорные земли были переданы германским государствам, большая их часть вошла в состав Рейнской провинции Пруссии. Свои претензии Франция мотивировала заявлениями о том, что Рейн является естественной границей между Францией и Германией. В стране демонстративно обновлялись укрепления Парижа, правительство и пресса выступали с угрозами в адрес немцев.
Территориальные претензии со стороны Франции вызвали всплеск патриотических настроений среди немцев. Была форсирована модернизация крепостей во Франкфурте-на-Майне, Майнце, Ульме и Раштатте, Бавария возвела крепость в Гермерсхайме. В Германии широкое распространение получили патриотические песни (такие как «Стража на Рейне»), звучали призывы к объединению страны. Генрих Гейне писал, что «Тьер привёл наше Отечество в движение, пробудил в Германии политическую жизнь и вновь поставил нас как народ на ноги».

### Создание

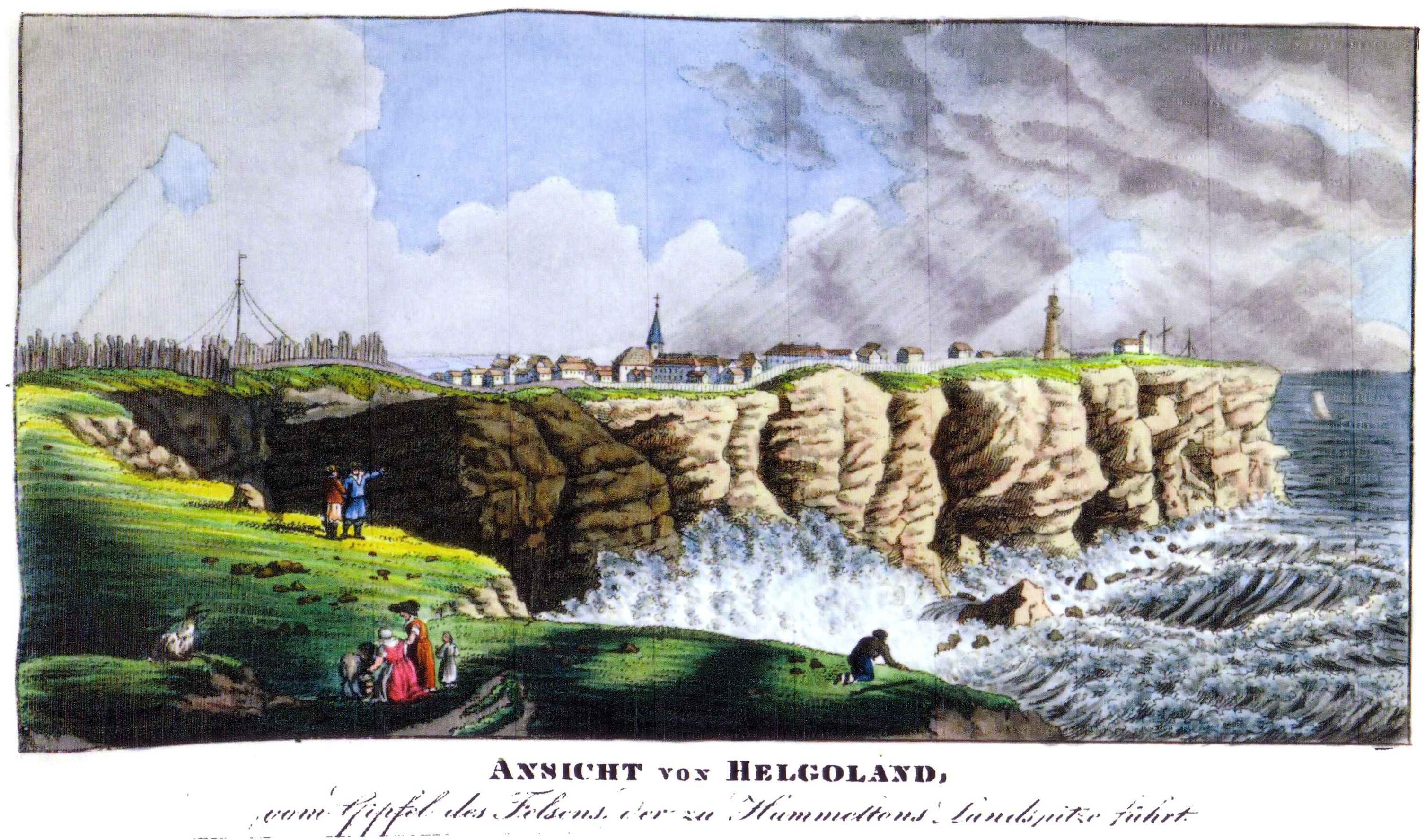
Гельголандское нагорье (1826)

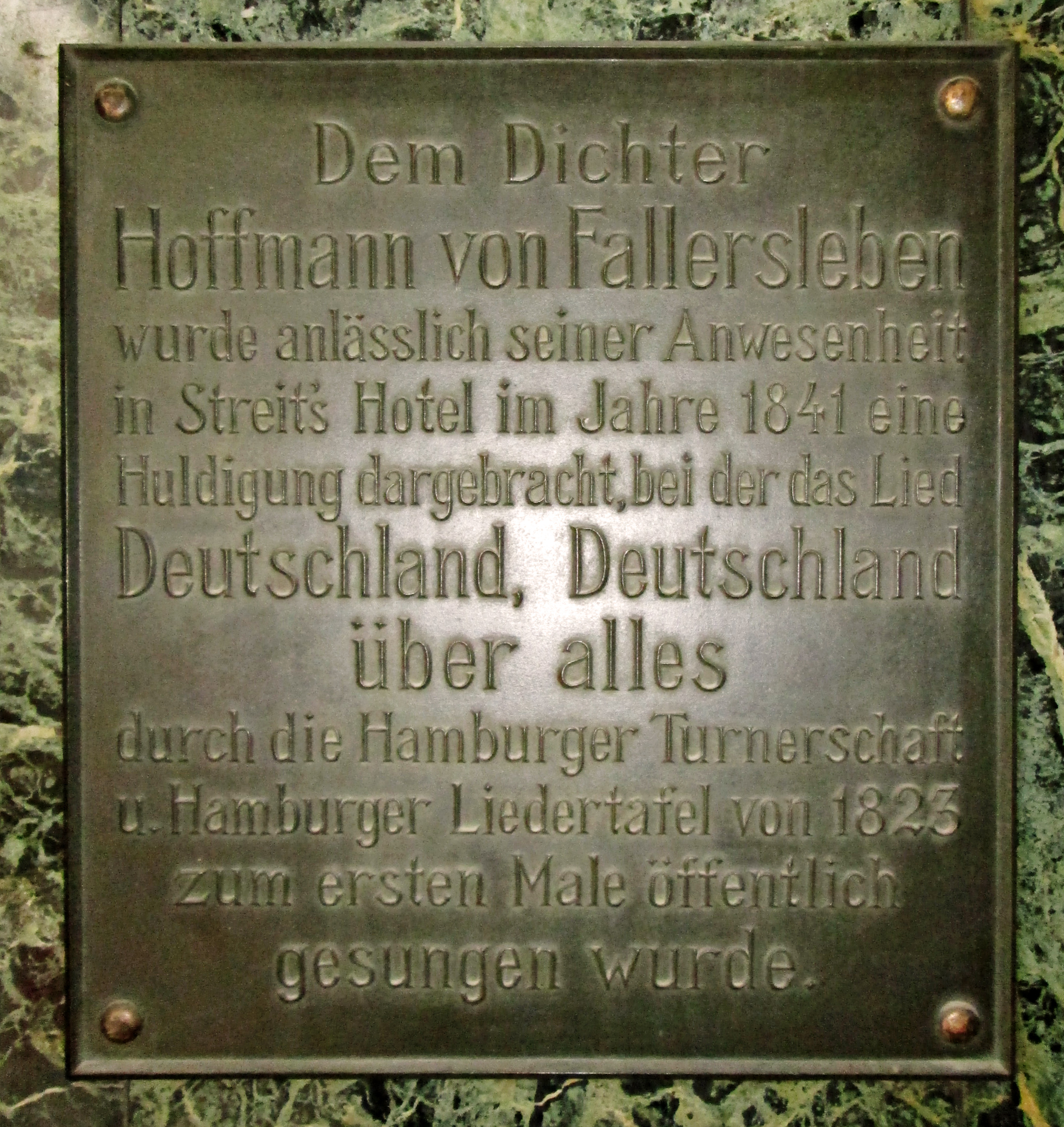
Мемориальная табличка на здании бывшего отеля Штрайт в Гамбурге, посвящённая первому публичному исполнению «Песни немцев»

Профессор германистики Бреславльского университета Август Генрих Гофман фон Фаллерслебен не только занимался сбором и анализом немецкого народного творчества, но и сам был известным поэтом. Он сочинил сотни песен, и многие из них — к примеру, Alle Vögel sind schon da, Wer hat die schönsten Schäfchen, Kuckuck, Kuckuck, ruft’s aus dem Wald или рождественская Morgen kommt der Weihnachtsmann — стали популярными народными песнями. Однако, при всей своей любви к народной поэзии, Гофман, как и многие его соотечественники, был достаточно политически активным гражданином. Ещё в студенческие годы он вступил в одно из студенческих сообществ буршей, боровшихся в ходе освободительной войны против наполеоновских войск. Как и другие студенты, он был разочарован решениями Венского конгресса, фактически похоронившего идею создания единого немецкого государства. В 1830-е годы Гофман пишет всё более и более политизированные стихи, в которых он критикует общественные порядки и раздроблённость Германии на 39 государств. В 1840 году собрание его стихов выходит в гамбургском издательстве Hoffmann und Campe под названием «Неполитические песни» («Unpolitische Lieder»). Несмотря на название, специально выбранное, дабы не привлекать внимание цензуры, стихи призывали к общественным и политическим преобразованиям; в них выражалась надежда на создание Германии национального единства.
В августе 1841 года фон Фаллерслебен для поправки здоровья по совету врачей отправился на входивший в то время в моду курорт Гельголанд. Это была его вторая поездка на остров — в 1840 году он уже был там и написал цикл «Гельголандских песен» (Helgoländer Lieder). По дороге он проехал через Гамбург, где передал своему издателю Юлиусу Кампе рукопись второго тома «Неполитических песен». Во время переправы на Гельголанд 11 августа фон Фаллерслебен познакомился с группой своих земляков-ганноверцев. Ганноверцы много слышали о нём, а у некоторых даже были с собой издания первого тома «Неполитических песен». Земляки разговорились, обсуждая свежие новости из дома — отмену конституции Ганновера новым королём Эрнстом Августом I и действия «гёттингенской семёрки» — профессоров Гёттингенского университета, публично заявивших, что они по-прежнему считают себя связанными присягой, данной на конституции 1833 года. За это профессора были уволены и изгнаны из страны. Также обсуждались реакция (точнее, её отсутствие) Германского союза на эти действия, фактически являвшиеся государственным переворотом.
После того, как 23 августа большинство ганноверцев отправились домой, остров практически опустел. 26 августа фон Фаллерслебен, прогуливаясь по гельголандскому нагорью, сочинил три строфы о своей мечте — единой и свободной Германии. Позже, дома, он дал им название «Песнь немцев». Глядя на рукопись, фон Фаллерслебен вспомнил свою первую поездку на Гельголанд. Капелла на борту корабля, на котором он плыл, исполняла гимны различных стран — французскую «Марсельезу», британский «Боже, храни короля». Однако у немцев не было ничего похожего. Существовал, правда, гимн Австрии — творение Гайдна было известно практически любому немцу — однако его слова никак не подходили немецким демократам. Новая песня идеально ложилась на мелодию «Императорской песни».
28 августа Гофмана посетил его издатель Кампе вместе со штутгартским книготорговцем Паулем Неффом. Он привёз на остров первый экземпляр второго тома «Неполитических песен», желая лично вручить его автору. На следующий день фон Фаллерслебен прочитал ему своё новое творение. Кампе был в восторге: «Если это пройдёт, то из этого может получиться новая рейнская песня». Уже 1 сентября 1841 года — всего через 3 дня после встречи — «Песнь немцев» была впервые напечатана отдельным изданием. В качестве музыки, как и планировал фон Фаллерслебен, были указаны ноты мелодии Гайдна. Текст выпускался двумя издательствами — как Hoffmann und Campe, так и Паулем Неффом — и продавался по два гроша.
«Песнь немцев» была впервые публично исполнена 5 октября 1841 года, спустя шесть недель после создания. В присутствии самого Гофмана фон Фаллерслебена члены гамбургского лидертафеля исполнили её перед отелем Штрайт (Hotel Streit) на улице Jungfernstieg в честь посетившего Гамбург баденского профессора государственного права и известного либерального политика Карла Велькера.
Тем не менее, особого успеха своим издателям песня не принесла. 18 февраля 1842 года Кампе писал Гоффману, что продажи не компенсируют ему расходов на неё. Самому фон Фаллерслебену пришлось ещё хуже. После публикации «Песни немцев» и «Неполитических песен» он получил репутацию неблагонадёжного поэта. 14 апреля 1842 года Министерство духовных, учебных и медицинских дел Пруссии лишило его профессорской должности. Через год он был лишён прусского гражданства и выслан из страны.

### ГерманскийиСеверогерманский союзы
Тем временем «Песнь немцев» обретала популярность в немецких государствах. В 1843 году она была издана в книге «Немецкие песни» (нем. «Deutsche Lieder»), в 1844 — вошла в изданную Людвигом Бехштайном «Немецкую поэтическую книгу» (нем. «Deutsches Dichterbuch») и в «Общую немецкую энциклопедию песен» (нем. «Allgemeines deutsches Lieder-Lexikon»).
В это время в Европе нарастала революционная напряжённость. Во многих городах Германии произошли спонтанные выступления. Правительства пошли на уступки. «Немецкий бундестаг» во Франкфурте отменил цензуру печатных работ, объявил немецкого орла гербом Германии, а чёрный, красный и золотой — цветами Северогерманского союза. 5 марта 1848 года было принято решение о созыве во Франкфурте Национального собрания. 13 марта произошло восстание в Австрийской империи, в результате которого бывший государственным министром с 1806 года Меттерних, воплощавший традиционный внутриевропейский порядок, бежал в Великобританию. Король Пруссии Фридрих Вильгельм, под впечатлением свержения Меттерниха, попытался умиротворить граждан с помощью либеральной программы действий. 18 марта он объявил об отмене цензуры, созвал «объединённый ландтаг» и согласился с необходимостью всегерманской конституции.

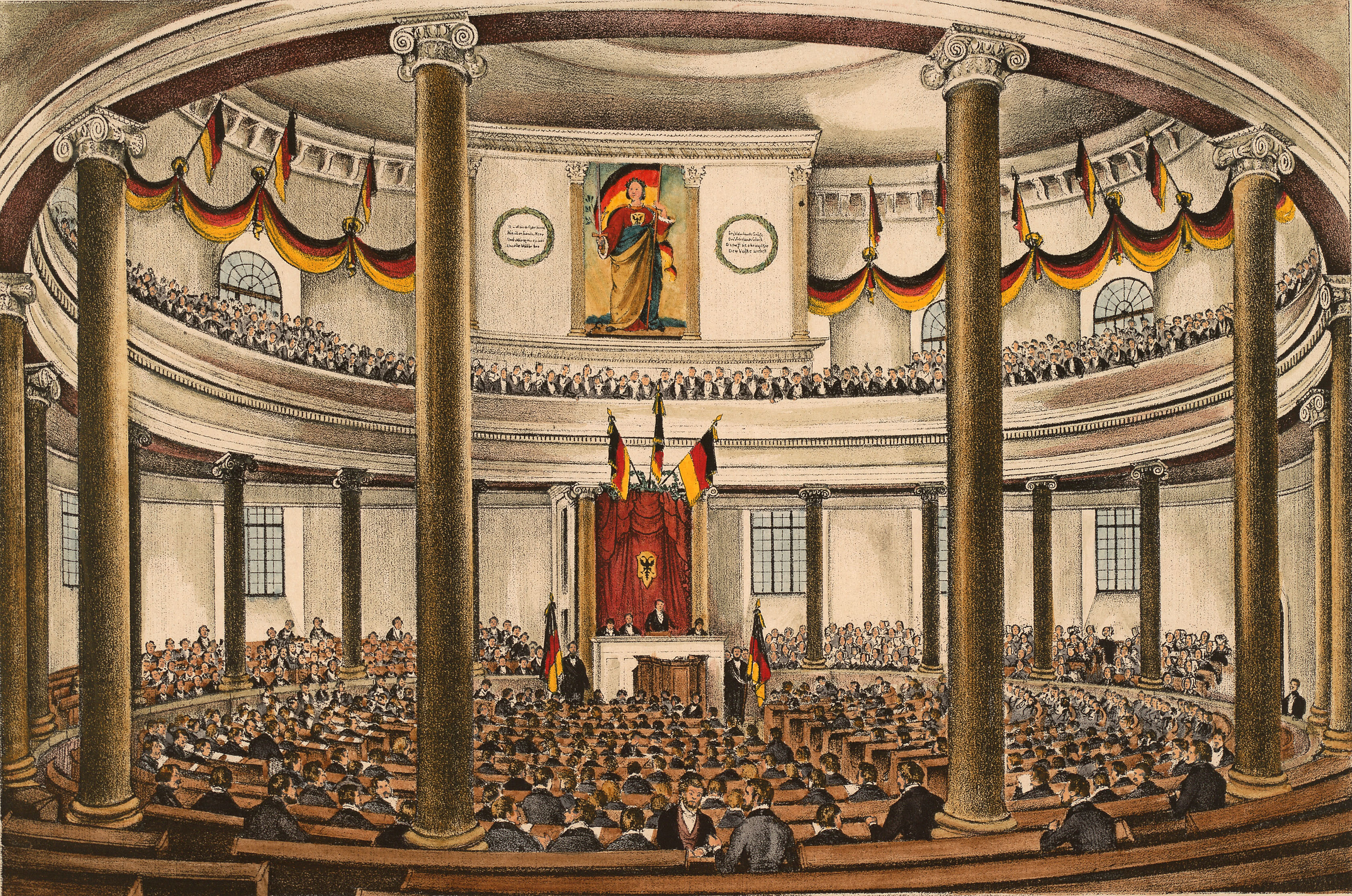
Франкфуртское национальное собрание. Над столом председателя возвышается знаменитая аллегорическая картина «Германия» Филиппа Фейта

С 21 марта по 3 апреля 1848 в церкви св. Павла во Франкфурте прошло заседание т. н. предпарламента (нем. Vorparlament). Большинство из его 574 членов были либерально настроены. Свою программу они формулировали как «Свобода, суверенитет, монархия». Радикальное меньшинство требовало отмены монархии, провозглашения федеративной республики по образцу США, упразднения профессиональной армии и чиновничьего сословия и отделения церкви от государства. В середине апреля разочаровавшийся баденский депутат Фридрих Хекер с 40 своими сторонниками покинул собрание и возглавил начавшееся в южном Бадене восстание, пытаясь создать республику силой оружия. Восстание было подавлено. 18 мая 1848 года в той же церкви началось заседания первого немецкого Национального собрания, начавшего разрабатывать проект конституции объединённой Германии. 15 июля назначенный её главой (Reichsverweser) Иоганн торжественно сообщил об окончании работ по созданию конституции. Однако оба крупнейших немецких государства — Пруссия и Австрия — отнюдь не стремились подчиняться некоей общей центральной власти. 9 марта 1849 года премьер-министр Австрии князь Шварценберг потребовал создания проекта, предусматривавшего вхождение Австрийской империи в состав нового германского государства исключительно в полном составе. В совете государств Австрия, благодаря численности своего населения, имела бы большинство. Этот манёвр лишил опоры сторонников великогерманского пути объединения Германии. 3 апреля 1849 года поражение потерпели и сторонники малогерманского пути — Фридрих Вильгельм IV отказался принять императорскую корону из рук революционного Франкфуртского парламента. Конституцию Германии ратифицировали 28 немецких государств, однако крупнейшие — Пруссия, Австрия, Саксония и Ганновер — проигнорировали её. Волна восстаний, прокатившаяся по немецким государствам в мае 1849 года, была подавлена.
В революционные 1848/49 годы «Песнь немцев» стала достаточно популярной среди либерально настроенных слоёв населения. Тем не менее Франкфуртское национальное собрание не обсуждало вопроса о всенемецком гимне, а после провала революционного движения германские государства в 1850-х годах погрузились в фазу политического застоя. Когда в 1859 году разгоревшаяся между Австрией и Францией война грозила перекинуться и на Германию, фон Фаллерслебен издал в лейпцигском издательстве Voigt und Günther сборник «Германия превыше всего! Современные песни» (Deutschland über alles! Zeitgemäße Lieder), в котором «Песнь немцев» заняла одно из первых мест. Однако издание не пользовалось успехом, фон Фаллерсебен не получил «ни пфеннига гонорара».

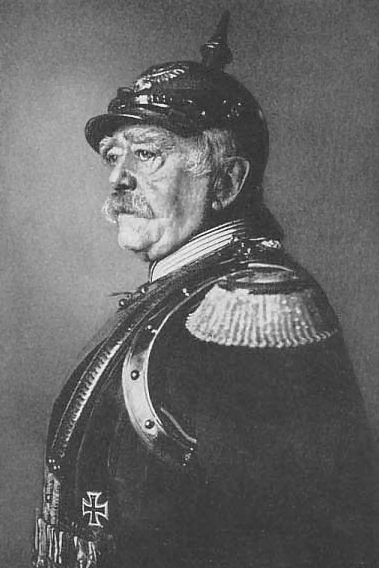
Отто фон Бисмарк (1894)

В это время премьер-министром Пруссии стал Отто фон Бисмарк. В своей речи перед прусским парламентом 29 сентября 1862 года он так сформулировал новую политическую программу государства:

«… не речами или решениями большинства решаются крупнейшие вопросы современности — это было крупной ошибкой 1848-го и 1849-го — но железом и кровью»
Оригинальный текст (нем.)... nicht durch Reden oder Majoritätsbeschlüsse werden die großen Fragen der Zeit entschieden – das ist der große Fehler von 1848 und 1849 gewesen – sondern durch Eisen und Blut
— из выступления Бисмарка 29.09.1862 года перед бюджетной комиссией палаты депутатов
Между Австрией и Пруссией разгорелось соперничество за доминирование в регионе. В 1863 году австрийцы предложили провести реформу германского рейха, предусматривавшую объединение Германии, при котором главы всех государств становились вассалами новоизбранного [австрийского] императора рейха. Опасавшийся этого Бисмарк уговорил короля Пруссии отказаться принять участие в заседании, что фактически похоронило инициативу. После победы над Данией в войне 1864 года между странами-победительницами Пруссией и Австрией разгорелся конфликт о совместном управлении захваченными герцогствами Шлезвиг и Гольштейн, вылившийся в австро-прусскую войну 1866 года. На стороне Пруссии выступило большинство малых государств северной и центральной Германии, на стороне Австрии — все крупные государства союза (Бавария, Вюртемберг, Баден, Саксония, Ганновер, Кургессен и Гессен-Дармштадт). Современная и хорошо вооружённая прусская армия быстро захватила Кургессен и королевство Ганновер, после чего в битве при Кёниггретце разбила и австрийскую армию. Продлившаяся всего 6 недель война ознаменовала собой распад немецкого союза и окончательное расхождение политических курсов Пруссии и Австрии. 17 северонемецких государств, сражавшимися на стороне Пруссии, подписали с ней договор о создании Северогерманского союза. В него же вошли королевство Саксония, Саксония-Майнинген и части Гессен-Дармштадта севернее Майна. Берлинская конференция (13 декабря 1866 — 9 января 1867) окончательно утвердила гегемонию Пруссии в Северогерманском союзе. С большинством южнонемецких государств, не пожелавших войти в новый союз, Пруссия подписала тайные договоры о взаимопомощи (Schutz- und Trutzbündnisse).

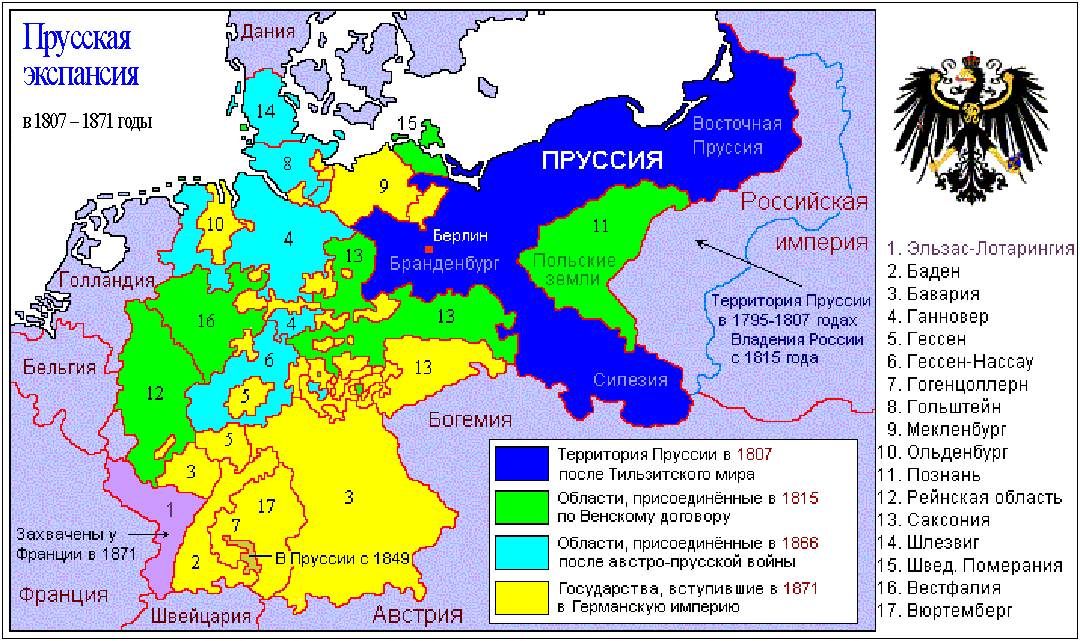
Объединение Германии вокруг Пруссии в 1870—1871

Последним шагом к объединению Германии стала Франко-прусская война 1870—1871. Повод к конфликту возник 1 июля 1870 года, когда испанцы пригласили на королевский престол принца Леопольда из боковой ветви правящей прусской династии Гогенцоллерн-Зигмаринген. Французы не без оснований усмотрели угрозу в правлении одной династии одновременно в Германии и Испании. Бисмарк рассматривал давление Франции как удобный повод для войны, в которой Пруссия оказалась бы в роли жертвы агрессивного соседа. После публикации фальсифицированной им Эмсской депеши 15 июля 1870 года депутаты французского парламента 245 голосами против 10 одобрили объявление войны, а 19 июля Бисмарк объявил о начале войны Франции против Пруссии. Французские войска в приграничных районах значительно уступали противнику в численности, тактической подготовке и артиллерии. Основная французская группировка была блокирована под Мецем, ей на выручку двинулась другая армия, при которой находился Наполеон III. Эта армия была окружена под Седаном. 1 сентября произошло сражение, а на следующий день после неудачных попыток прорыва император Наполеон III сдался
. После получения известия о пленении Наполеона 4 сентября в Париже была объявлена республика. 19 сентября Париж был блокирован, 27 октября 1870 года капитулировала основная группировка, а 28 января 1871 года — Париж. Новое Национальное собрание утвердило 10 мая 1871 года Франкфуртский мир с Пруссией — фактически, с провозглашённой Германской империей. 18 января 1871 года в Версальском дворце под Парижем Бисмарк в присутствии немецких князей зачитал текст провозглашения прусского короля германским императором.
С началом войны немцы из южногерманских государств сразу встали на сторону Пруссии. Победы прусской армии во Франции вызвали небывалый подъём национального самосознания, на волне которого идея германского единства претворилась в жизнь. В период Франко-прусской войны популярность вновь обрели патриотические песни и песни антифранцузской направленности. «Стража на Рейне» как на фронте, так и в тылу, была намного популярнее «Песни немцев».

### Германская империя

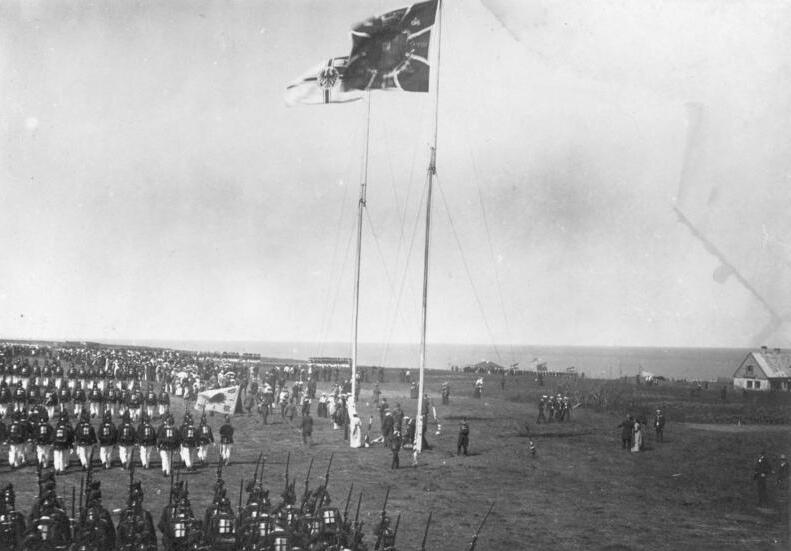
Парад 10 августа 1890 года по случаю включения в империю Гельголанда

После объединения Германии власти не забыли фон Фаллерслебену участия в революционном движении. На письмо его гамбургского друга Бисмарку с просьбой о восстановлении профессуры фон Фаллерслебена с учётом патриотического настроя поэта пришёл лишь холодный отказ. В то время, как автор музыки «Стражи на Рейне» (автор текста к моменту объединения Германии уже давно скончался) получил выхлопотанную лично Бисмарком почётную пенсию, автор текста «Песни немцев» продолжал находиться в опале. 19 января 1874 года фон Фаллерслебен скончался в возрасте 75 лет в вестфальском Корвее, где он более 10 лет был библиотекарем, исследователем и поэтом.
Образование Германской империи могло послужить поводом для объявления одной из популярных песен гимном империи или для создания нового немецкого гимна. Однако ни государство не заказало нового гимна, ни поэты и композиторы не предложили ничего нового для новообразованного государства. Организованный одним из издательств конкурс прошёл практически безрезультатно. В результате официального гимна в то время не существовало. В качестве неофициального императорского гимна стал использоваться гимн короля Пруссии «Heil dir im Siegerkranz».

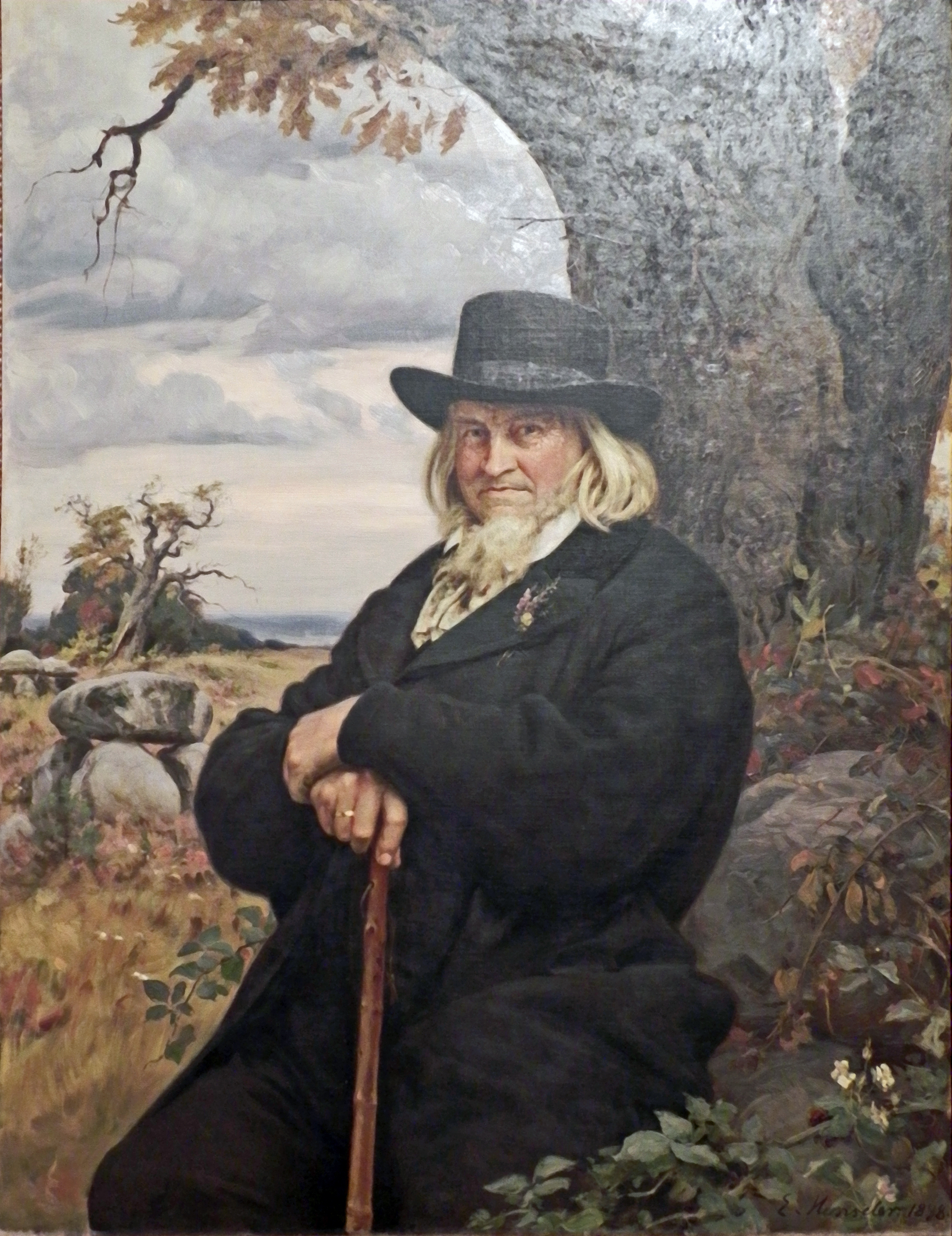
Гофман фон Фаллерслебен. Портрет работы Эрнста Хенселера

В то же время после смерти автора «Песнь немцев» вновь обретала популярность. В 1883 году она исполнялась в Йене на открытии памятника студенческого движения буршей, в 1890 году — там же, на праздновании 75-летней годовщины основания движения. Летом 1890 года, после отставки Бисмарка с поста канцлера, она была впервые исполнена на официальном мероприятии. По иронии судьбы, это была церемония по случаю включения в империю Гельголанда в результате подписания Гельголандско-Занзибарского соглашения. Исполнять в честь опального канцлера императорский гимн «Heil dir im Siegerkranz» никто не рискнул, и вместо него прозвучала «Песнь немцев». Бисмарк был заметно тронут песней и во время исполнения отбивал рукой такт. В 1898 году прошли массовые мероприятия, посвящённые 100-летию со дня рождения фон Фаллерслебена, что значительно увеличило его известность как автора «Песни немцев». В 1901 году в Бонне император завершил свою речь, посвящённую имматрикуляции кронпринца, словами «Deutschland, Deutschland über alles», а спустя два месяца «Песнь немцев» была исполнена в его же присутствии на церемонии открытия памятника Бисмарку перед рейхстагом в Берлине.

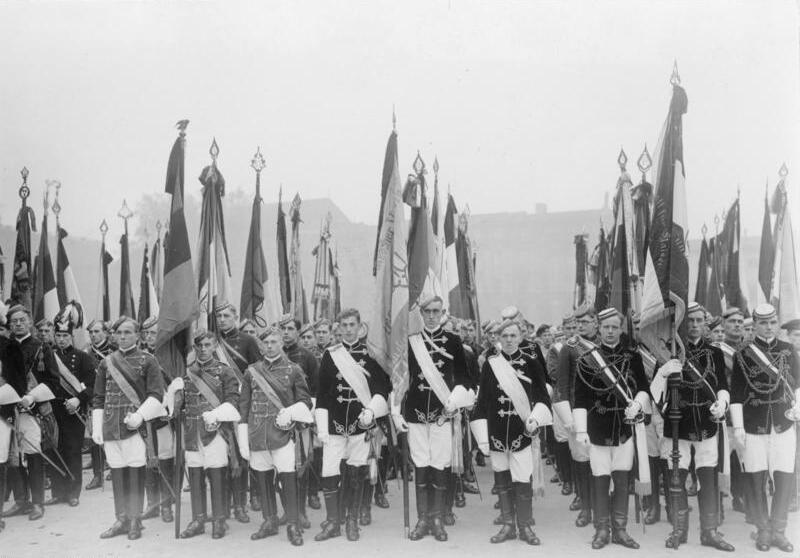
Встреча ветеранов Фландрского сражения, посвящённая 20-й годовщине боя при Лангемарке

К началу XX века «Песнь немцев» с мелодией Гайдна входила практически во все немецкие школьные учебники. Однако всенародная популярность пришла к ней только во время Первой мировой войны. 11 ноября 1914 года — спустя 3,5 месяца после начала войны — немецкие войска ещё наступали в Бельгии и северной Франции, а война ещё не перешла в позиционную фазу — германское военное командование сообщило, что «западнее Лангемарка отряд молодых пехотинцев, распевая „Deutschland, Deutschland über alles“, ворвался на вражеские позиции и захватил их». Особенно в первые месяцы войны песня часто исполнялась как на фронте, так и в тылу, став новым всегерманским символом.
В то же время песня служила не только для поддержания боевого духа, но и как опознавательный символ «Мы немцы — не стреляйте!». Исполнявшаяся на мелодию Гайдна «Песнь немцев» подходила для этого гораздо лучше, чем полуофициальный гимн «Heil dir im Siegerkranz», исполнявшийся на ту же мелодию, что и английский «Боже, храни королеву». Сохранились, к примеру, записи о таком использовании «Песни немцев» 23-м резервным егерским полком 21-22 октября 1914 года, 209-м пехотным полком 22-23 октября или тем же 23-м резервным егерским 23 октября при штурме деревни Биксшоте. Аналогичный случай такого использования песни приводит и служивший в то время добровольцем в 16-м баварском резервном полку Адольф Гитлер в своей книге «Майн кампф»: его подразделение, заблудившееся в густом фламандском тумане при штурме Ипра, было атаковано, однако, услышав исполняемую наступавшими «Песнь немцев», подхватило её, тем самым прекратив бой. Впрочем, рассказанная Гитлером версия опровергается официальной батальонной хроникой.
Более поздние исследования указывают, что в бою «западнее Лангемарка» 10 ноября «Песнь немцев» использовалась как опознавательный сигнал и как патриотическая песня для поддержания боевого духа, но не при наступлении на вражеские позиции, а в подразделении служили отнюдь не только молодые солдаты. Тем не менее, начало «Лангемаркскому мифу» было положено.
После спада эйфории первых месяцев войны, одним из символов которой стала «Песнь немцев», появилось множество пародий на неё. Тем не менее она продолжала оставаться популярной в военных и национал-патриотических слоях общества. Солдаты под Лангемарком, которые «погибли, но победили», укладывались в популярную в этих кругах после войны и революции «легенду об ударе ножом в спину», повествовавшую о «непобедимой на поле боя немецкой армии», которая была предана трусливыми «безродными штатскими»: демократами, парламентариями, журналистами.

### Веймарская республика

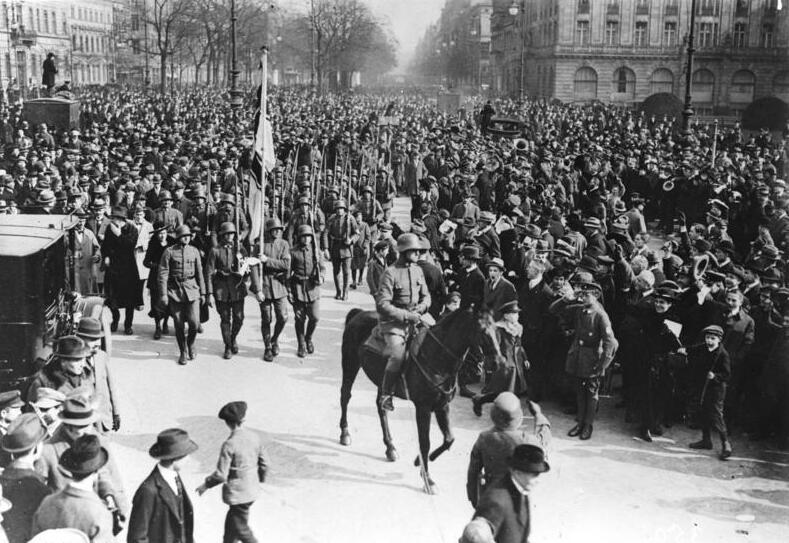
Занятие Берлина бригадой Эрхардт во время Капповского путча

После Ноябрьской революции и провозглашения Веймарской республики Германия оказалась политически расколота на несколько практически непримиримых лагерей. Монархисты распевали прусский королевский гимн «Heil dir im Siegerkranz», леворадикалы — революционные песни: «Brüder, zur Sonne, zur Freiheit» (свободный перевод «Смело, товарищи, в ногу» Леонида Радина), «Dem Morgenrot entgegen» (позднее переведённую на русский язык как «Вперёд, заре навстречу!»), «Wann wir schreiten Seit’ an Seit’» и, конечно, «Интернационал». В этой ситуации «Песнь немцев» стала боевой песней разочарованных в итогах войны и революции правых — воодушевлявшей не только против внешних врагов, но и против «ноябрьских преступников»: членов СДПГ, НСДПГ, «Союза Спартака» и будущей КПГ. К примеру, во время Капповского путча весной 1920 года бригада Эрхардт — отборные части путчистов — прошла маршем «с развевающимися знамёнами и песней „Германия, Германия превыше всего“ под Бранденбургскими воротами».
Тем не менее, гофманско-гайдновская песнь по-прежнему воспринималась и как общегерманский символ. Так, когда 12 мая 1919 года шокированное Германское национальное собрание впервые услышало, насколько жёсткие условия для подписания мирного договора были выдвинуты Антантой, будущий председатель собрания Константин Ференбах призвал депутатов запеть «Песнь немцев» — это было единственное, что они могли противопоставить сложившейся ситуации и ощущению собственной слабости. Призыв поддержали почти все депутаты — за исключением большинства членов НСПГ.
После того, как был подписан кабальный для Германии Версальский договор, мюнхенский писатель Альберт Маттеи написал «четвёртую строфу».
| Немецкий оригинал | Перевод |
| --- | --- |
| Deutschland, Deutschland über alles, Und im Unglück nun erst recht. Nur im Unglück kann die Liebe Zeigen, ob sie stark und echt. Und so soll es weiter klingen Vom Geschlechte zu Geschlecht, Deutschland, Deutschland über alles, Und im Unglück nun erst recht. | Германия, Германия превыше всего, И особенно в беде. Только в беде любовь покажет Сильна и истинна ли она. И пусть звучит и впредь Из поколения в поколение Германия, Германия превыше всего, И особенно в беде. |

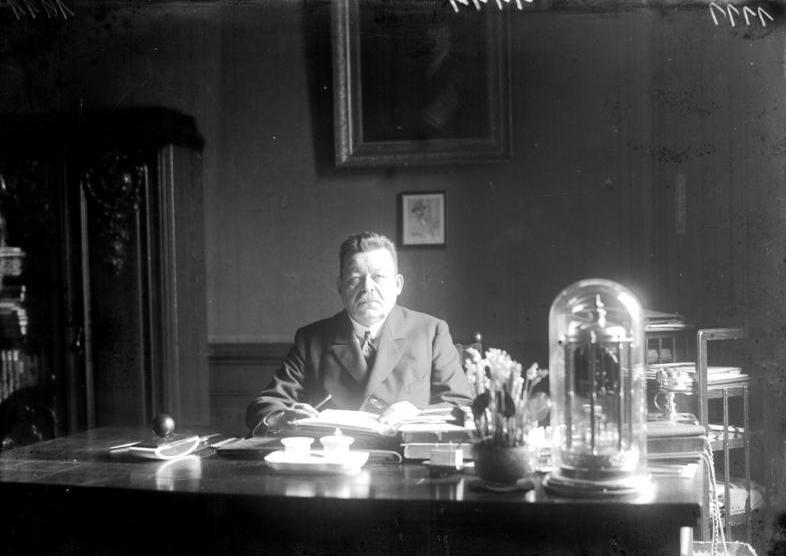
Рейхспрезидент Фридрих Эберт

Эта строфа вскоре стала настолько популярной, что определённое время исполнялась даже чаще оригинала фон Фаллерслебена. Она соответствовала царившей в Германии тех лет уверенности, что Версальский договор — историческая несправедливость по отношению к немцам.
2 июля 1919 года, когда Национальное собрание обсуждало проект конституции, в нём разгорелся конфликт по поводу цветов флага новой Германии. Представители СДПГ и партии Центра высказались за чёрно-красно-золотую символику, Немецкая народная партия и Немецкая национальная народная партия — за старые цвета кайзеровской Германии, чёрно-бело-красный флаг. НСДПГ требовала принять в качестве государственного революционный красный флаг. В Немецкой демократической партии большинство высказывалось за новую чёрно-красно-золотую символику. Лишь 3 июля, после бурных дебатов, было принято компромиссное решение — государственным флагом был принят чёрно-красно-золотой, а торговым — чёрно-бело-красный с небольшим чёрно-красно-золотым в верхнем внутреннем углу.
Когда после этих дебатов пришёл черёд обсуждения гимна, социал-демократический рейхсминистр внутренних дел Адольф Кёстер, опасаясь повторения с таким трудом улаженных революционных беспорядков, предложил на роль гимна «Песнь немцев» — несмотря на её «трактовку правыми интерпретаторами». Ему удалось убедить в этом как собственную фракцию, так и президента Германии социал-демократа Фридриха Эберта. 11 августа 1922 года Эберт объявил «Песнь немцев» национальным гимном Германии. В своей речи он, сконцентрировавшись практически исключительно на третьей строфе нового гимна, акцентировал внимание на его либерально-демократической трактовке: описанные в песне идеалы («Единство и право и свобода») совпадали с идеалами Веймарской республики.

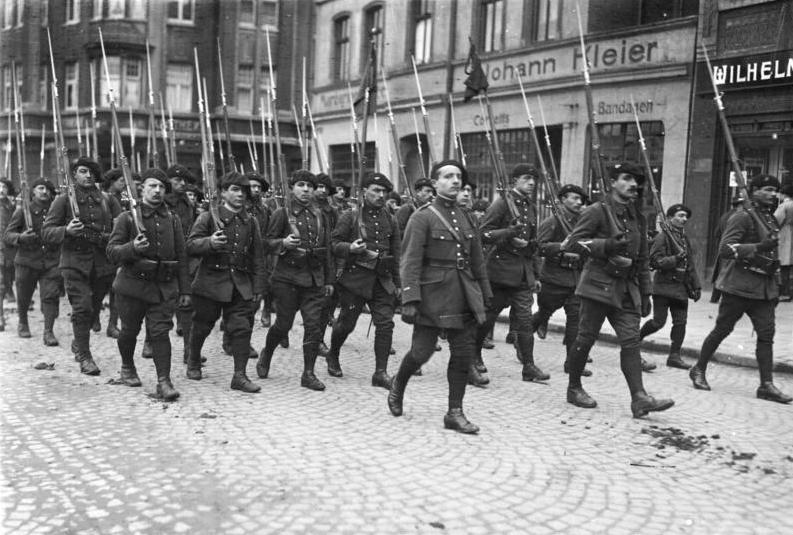
Французские альпийские стрелки в (ныне Гельзенкирхен)

8 марта 1921 года французские и бельгийские войска оккупировали города Дуйсбург и Дюссельдорф, находившиеся в Рейнской демилитаризированной зоне, тем самым обеспечив себе плацдарм для дальнейшей оккупации всего промышленного района в Рейнланд-Вестфалии. В 1922 году с учётом ухудшающейся экономической ситуации в Веймарской республике союзники отказались от репараций в денежной форме, заменив их натуральными выплатами (сталь, древесина, уголь). Когда 9 января 1923 года комиссия по репарациям заявила, что Веймарская республика умышленно задерживает поставки (в 1922 году вместо требуемых 13,8 млн тонн угля было поставлено только 11,7 млн тонн, а вместо 200 000 телеграфных мачт — только 65 000), Франция использовала это как повод для ввода войск в Рурский бассейн. В период с 11 по 16 января 1923 года французские и бельгийские войска численностью первоначально 60 тыс. человек (позднее до 100 тыс.) оккупировали всю территорию Рурского региона, взяв находящиеся там мощности по производству угля и кокса в качестве «производственного залога». В результате оккупации было занято около 7 % послевоенной территории Германии, где добывалось 72 % угля и производилось более 50 % чугуна и стали. Однако премьер-министр и министр иностранных дел Франции Раймон Пуанкаре стремился при этом добиться присвоения Рейнланду и Руру статуса, аналогичного статусу Саарского региона, где принадлежность территории Германии носила только формальный характер, а власть находилась в руках французов.
В оккупированных регионах «Песнь немцев» была немедленно запрещена. На левом берегу Рейна это произошло ещё в 1919 году. Даже её насвистывание каралось тюремным заключением. Ходатайство правительства Германии от 22 августа 1922 года перед рейнской комиссией о снятии запрета на её исполнение было отклонено 9 сентября того же года. Через 4 дня после начала Рурского конфликта в Бохуме около 500 человек выразили свой протест против оккупации публичным исполнением «Песни немцев» на Königsallee — одной из центральных улиц города. Французы расценили это как провокацию и применили против демонстрантов пулемёты. Один человек был убит, двое ранены тяжело и множество — легко.
Тем не менее, трактовка песни по-прежнему не была единой. Правые партии по-прежнему трактовали её в реваншистском стиле, делая упор на первую строфу. В конце 1920-х годов она входила в сборники песен большинства правых партий и НСДАП. Левые партии и даже левое крыло СДПГ отказывались её исполнять, в социалистических сборниках текст фон Фаллерслебена отсутствовал. И только уменьшающийся от выборов к выборам демократический центр всё ещё использовал её либеральную трактовку. «Песнь немцев» входила в официальный песенник Рейхсбаннера.

### Нацистская Германия

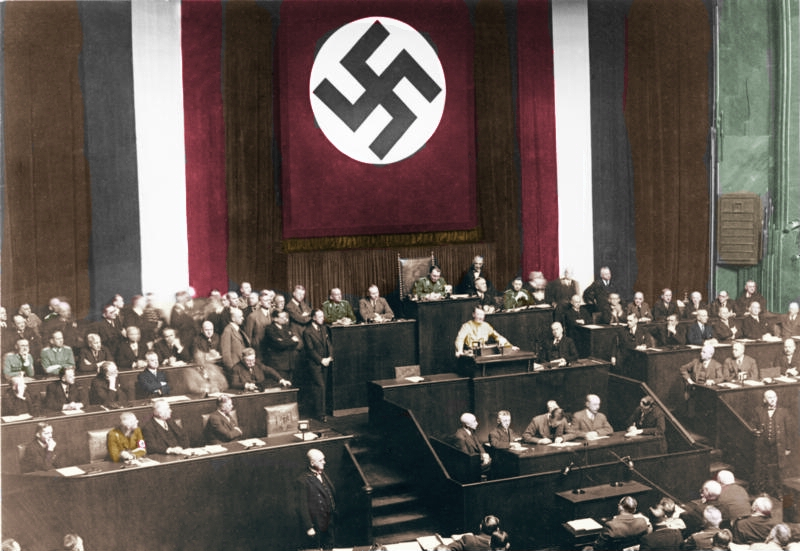
Выступление Гитлера перед депутатами рейхстага в поддержку «Закона о чрезвычайных полномочиях»

В первое время после прихода национал-социалистов к власти в Германии «Песнь немцев» достаточно часто исполнялась наряду с боевыми песнями НСДАП. Так, 30 января 1933 года, факельные шествия, славящие нового рейхсканцлера — Адольфа Гитлера, — исполняли «Песнь немцев», которую объявил гимном Германии злейший враг нацистов — социал-демократ Фридрих Эберт. В то же время «Песнь немцев» не стала символом нового режима. Скорее она стала гимном тех, кто с самого начала скептически относился к «нацистской Германии» и надеялся, что рейхспрезидент Пауль фон Гинденбург позаботится о том, чтобы это не зашло слишком далеко. 21 марта 1933 года в потсдамской Кролль-опере — Рейхстаг был сожжён за месяц до этого события — прошло заседание новоизбранного рейхстага. Социал-демократы планировали бойкотировать его, Коммунистическая партия была запрещена, а мандаты её депутатов аннулированы, однако для принятия «Закона о чрезвычайных полномочиях», передававшего всю полноту власти правительству во главе с рейхсканцлером, НСДАП всё ещё не хватало голосов. Гитлеру были нужны голоса консерваторов, немецких националистов и центристов. Здание, в котором заседали депутаты, было окружено отрядами СА, однако для создания видимости их свободного волеизъявления штурмовикам СА было запрещено в этот день исполнять национал-социалистические песни. Вместо них исполнялась «Песнь немцев». После того как Геринг объявил о принятии закона, депутаты от НСДАП бросились к трибуне и, окружив её, хором запели партийный гимн «Песнь Хорста Весселя».
27 марта 1933 года министр образования и культуры Баварии Ханс Шемм издал указ, согласно которому «в связи с историческим значением [песни Хорста Весселя] вышеуказанная песня должна во всех школах Баварии исполняться первой наряду с [официальным гимном — ] „Песней немцев“». В течение 12 лет после этого «Песнь немцев» и «Песня Хорста Весселя» представляли собой единое и неразрывное целое. 13 мая 1933 года был принят «Закон о защите национальных символов», который должен был «защитить обе национальные песни от злоупотреблений». Своей основной цели — защитить государственные символы от неофициального использования и сохранить государственную монополию на их использование — закон не добился. Однако он официально объединил обе песни в единый «двойной гимн». Драконовские штрафы ожидали тех, кто возражал против объединения государственного и партийного гимнов. Причём коснулись они не только левых и других противников режима, но и национал-социалистических фанатиков, считавших гайдновско-гофманскую песнь «символом реакции», чьё место — на свалке истории.

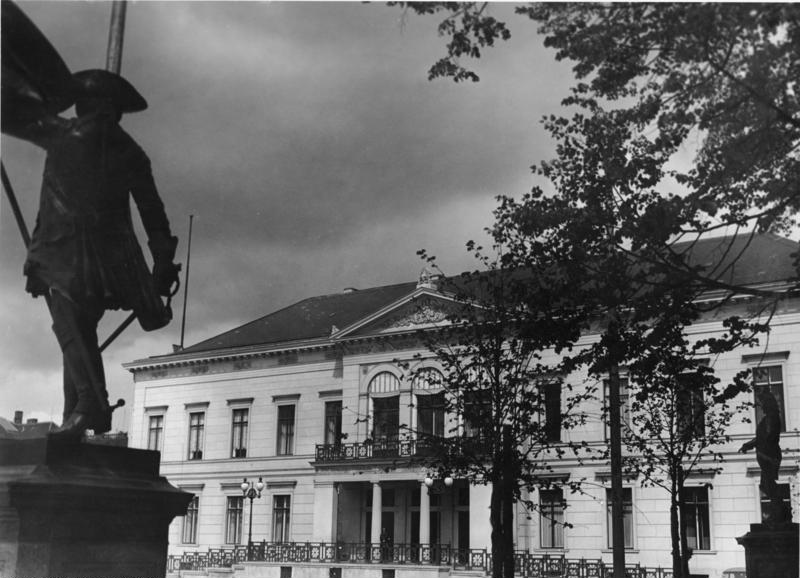
Резиденция министра пропаганды Йозефа Геббельса. На переднем плане памятник графу Курту Кристофу фон Шверину

30 июня 1933 года по приказу Гитлера ответственным «за все вопросы духовного влияния на нацию» стало Министерство пропаганды. В его ведение перешли и вопросы, связанные с государственным гимном. С этого момента разрешалось исполнение только первой строфы «Песни немцев». Третья строфа — «единство, право и свобода» — абсолютно не вписывалась в нацистскую пропагандистскую концепцию. Напротив, она могла быть воспринята как призыв к свержению режима. Первая строфа, как и «Песня Хорста Весселя», теперь исполнялась в маршевом темпе. От оригинального хорального характера мелодии Гайдна осталось так же мало, как и от смысла, который фон Фаллерслебен вкладывал в своё произведение. В то же время, несмотря на то, что обе песни были признаны государственными символами, их обязательно совместное исполнение было предписано специальным указом Гиммлера только в 1940 году после французской кампании.

С началом Второй мировой войны, по крайней мере во фронтовых частях, «Песня Хорста Весселя» плавно отошла на второй план. Хвастливая песня веймарских уличных бойцов мало подходила для кровавого фронтового быта. В то же время «Песнь немцев» периодически использовалась и в качестве опознавательного символа, хотя и не в той мере, как во Фландрии в 1914 году. Примером может служить исполнение её солдатами 134-й пехотной дивизии на восточном фронте в 1944 году. Как и в случае с Лангемарком, это широко использовалось в пропагандистских целях. Отдельные пассажи из «Песни немцев» мигрировали и в другие национал-социалистические песни. Так, в «Песне истребителей танков» (нем. Panzerjägerlied) встречались строки «От Мааса до Мемеля, от Эча до Бельта, стоят немецкие мужчины и сыны против всего мира» («Von der Maas bis an die Memel, von der Etsch bis an den Belt, stehen deutsche Männer Söhne gegen eine ganze Welt»).
Для многих членов немецкого «Движения Сопротивления» «Песнь немцев» имела совсем другой смысл. В противоположность однозначно ассоциировавшейся с НСДАП «Песне Хорста Весселя», «Песнь немцев», являвшаяся в своё время гимном Веймарской республики, как символ молчаливой фронды, часто исполнялась теми, кто верил в Германию, но не в «фюрера». Тем не менее связь «Песни немцев» с «Песней Хорста Весселя» оставила свои следы. Некоторые немцы, пережившие гитлеровскую диктатуру, и многие годы спустя не могли слышать «Песнь немцев», по привычке ассоциируя её с «Песней Хорста Весселя».

### ФРГ

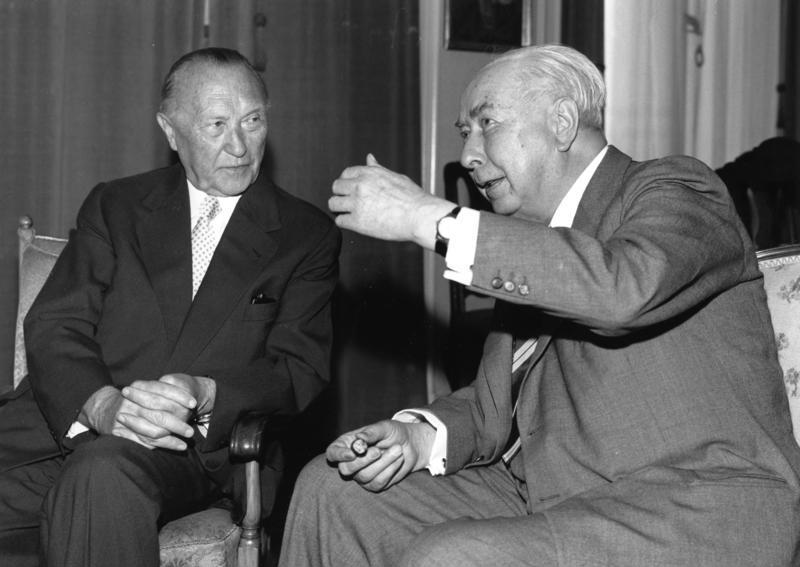
Федеральный канцлер Конрад Аденауэр и федеральный президент Теодор Хойс

В 1940-е годы «Песнь немцев» у большинства европейцев — особенно граждан оккупированных государств — ассоциировалась исключительно с нацистским режимом, войной и насилием. Контрольный совет представителей союзных государств, осуществлявший управление Германией после её капитуляции, ещё 14 июля 1945 года запретил «исполнение и распевание» ряда песен предосудительного содержания. 18 августа британское военное командование издало приказ, запрещавший исполнение «песни Хорста Весселя» и других национал-социалистических песен. Этот запрет коснулся и «Песни немцев». Но и без этого к националистическим музыкальным произведениям в послевоенной Германии относились скорее осуждающе. Появление информации о том, что нацистский режим творил в концлагерях, на годы дискредитировало всё, что хоть как-то было связано с национальной гордостью и самосознанием немецкой нации. Гораздо большую популярность стали приобретать местные песни, такие как шлезвиг-голштейнская песня или баварская «Бог с тобой, ты страна баварцев».
Охлаждение отношений между державами-победительницами и начало холодной войны привело к тому, что западные страны начали постепенно переходить от идеи необходимости сурового коллективного наказания всех немцев к идее создания демократического германского государства, которое бы совместно с ними противостояло социалистическим странам Восточной Европы. В рамках процесса демократизации в сентябре 1948 года в Бонне прошло первое заседание Парламентского совета, который должен был выработать будущий основной закон государства. Статья 22 новой Конституции гласила: «Государственным флагом является чёрно-красно-золотой флаг». Вопрос государственного гимна на момент принятия основного закона так и не был решён.
В августе 1949 года на заседании германского бундестага первого созыва межфракционная группа предложила «принять закон о признании „Песни немцев“ в её исходной неизменной форме гимном ФРГ». Группа аргументировала это предложение содержанием второй и особенно третьей строф, мало известных немецкой молодёжи тех лет. В то же время фраза «Германия, Германия превыше всего» с точки большинства парламентариев открывала слишком широкое поле для ложных толкований, и они не хотели взваливать на молодую республику дополнительные проблемы, связанные со столь спорным текстом. Предложение было отправлено в юридическую комиссию бундестага (нем. Rechtsausschuss), которая 7 ноября 1949 года сообщила, что не хочет принимать решения о гимне, так как этот вопрос находится в ведении Федерального президента Германии.

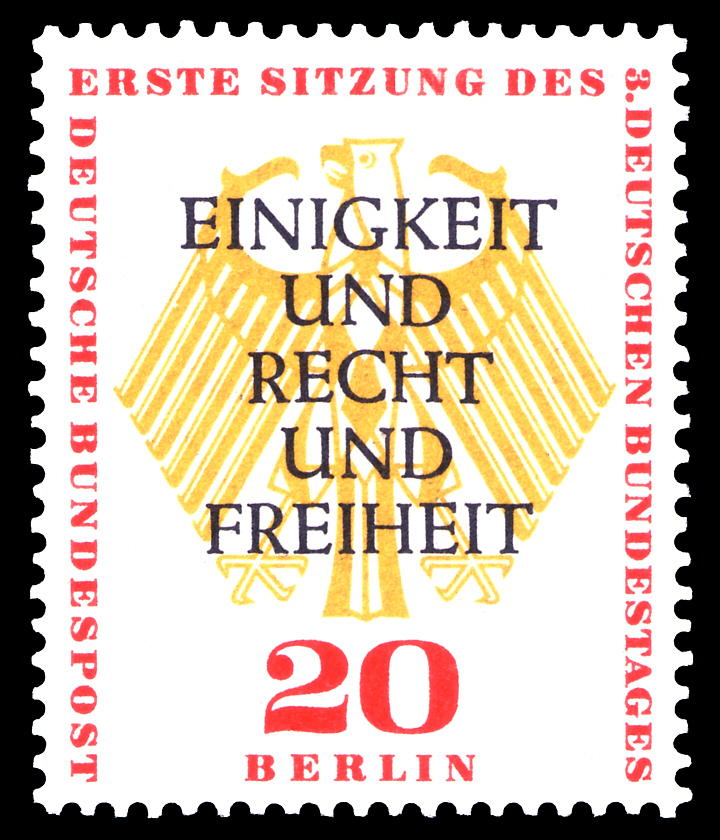
Почтовая марка, выпущенная к первому заседанию бундестага третьего созыва

Публикация этого сообщения привела к тому, что канцелярия президента буквально захлебнулась от потока писем. Поэты-любители и профессиональные поэты присылали сотни писем со своими вариантами текста для гайдновской мелодии. Канцелярия не справлялась с их потоком и была вынуждена вместо личного ответа каждому автору отсылать стандартное письмо, в котором уведомляла отправителя, что «когда в бундестаге будет в следующий раз поднят вопрос о государственном гимне, Ваше письмо будет обязательно рассмотрено». Как видно из текста письма, президент Германии Теодор Хойс (СДПГ) тоже не хотел брать на себя ответственность за выбор нового гимна.
Канцлер Германии Конрад Аденауэр (ХДС), которого не устраивала сложившаяся патовая ситуация, решился на смелый шаг. К этому времени, согласно опросам общественного мнения, 75 % граждан Германии поддерживали идею возврата творения фон Фаллерслебена. 18 апреля 1950 года во время визита в Западный Берлин после своего выступления в Titania-Palast он спел третью строфу «Единство, право и свобода…», призвав присутствующих подпевать. В то время как правление СДПГ практически в полном составе покинуло зал, а три западноберлинских коменданта остались сидеть, большинство присутствующих, включая правящего бургомистра Берлина Эрнста Ройтера (СДПГ), стоя исполнили песню. Поступок Аденауэра вызвал смешанную реакцию в Германии и мире. В то время как государственный департамент назвал его «ошибкой», а Форин-офис писал о «безвкусице», премьер-министр Великобритании Уинстон Черчилль, выступая в Палате общин, заявил: «Я был возмущён, когда увидел, какую бурную реакцию у нас вызвал тот факт, что несколько немцев исполнили свой национальный гимн». А своего министра иностранных дел Энтони Идена он спрашивал: «Мы что, должны предложить немцам в качестве государственного гимна „Интернационал“?». Якоб Кайзер, министр внутринемецких дел и политический оппонент Аденауэра, назвал произошедшее «красивым путчем». Канцлер заявил, что он никогда и не думал «диктаторским образом вводить новый национальный гимн». Тем не менее, на следующий день возмущённый Хойс выпустил пояснение для прессы, в котором указал, что, «несмотря на исполнение третьей строфы, до сих пор не было принято никакого решения о будущем гимне».
Для новогоднего обращения к народу Хойс в конце 1950 года записал стихотворение бременского поэта Рудольфа Александра Шрёдера «Гимн Германии» на музыку Германа Ройтера. Однако этот вариант гимна не снискал особой популярности ни в народе, ни среди депутатов. Кроме того, «Frankfurter Allgemeine» обратила внимание на схожесть с другим произведением Шрёдера — «Святая отчизна» (нем. Heiliges Vaterland), популярной в гитлерюгенде. В этой ситуации Хойс выпустил очередное пояснение для прессы: данное произведение не было объявлено гимном Германии, а лишь исполнялось для того, чтобы познакомить немецкую общественность с творчеством Шрёдера.

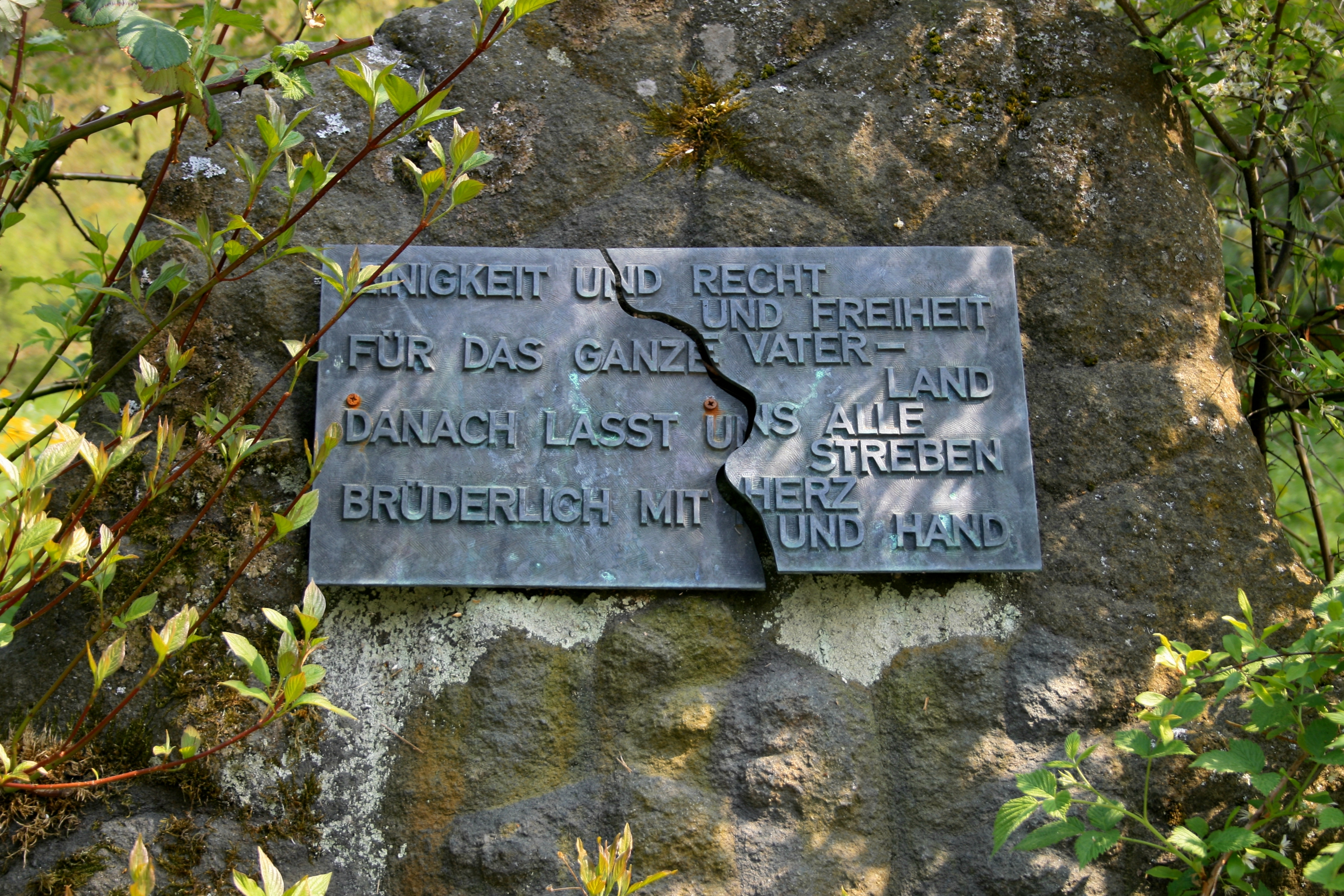
Разбитая мемориальная табличка с текстом «Песни немцев», символизирующая разделение Германии (Биденкопф)

В то же время Аденауэр продолжал ратовать за восстановление старого гимна. 29 апреля 1952 года он написал Хойсу письмо с указанием на необходимость наличия гимна у страны и просьбой федерального правительства «признать песню Гофмана-Гайдна национальным гимном» с тем, чтобы при государственных мероприятиях был использован только текст третьего куплета. Хойс в ответном письме 2 мая, хорошо зная, что эта переписка будет иметь силу закона, согласился с этим предложением, однако указал, что хотел бы избежать церемонии торжественного провозглашения нового гимна. 6 мая 1952 года переписка была официально опубликована в 51-м номере правительственного информационного бюллетеня — и «Песнь немцев» вновь стала государственным гимном Германии. В устном выступлении перед прессой Хойс объявил, что гимном Германии была выбрана «Песнь немцев», при этом он не упомянул о предложенных Аденауэром ограничениях.
Реакция за рубежом на решения президента колебалась от сдержанной до критической. У многих европейских соседей Германии «Песнь немцев» не вызывала никаких хороших ассоциаций. Верховные комиссары объявили, что вопрос о гимне является внутренним делом Германии. Джон Макклой, верховный комиссар американской зоны, пояснил, что не важно, «что поют народы, важно, что они делают». Тем не менее сложившаяся ситуация регулярно вызывала сложности и у жителей Германии. Многие из них «не знали, что они должны были петь, а то, что они знали, петь было запрещено». Так, к примеру, когда в 1954 году команда ФРГ выиграла чемпионат мира по футболу в Швейцарии, при исполнении гимна немецкие фанаты запели хорошо известную им первую строфу. Швейцарское телевидение отключило трансляцию со стадиона. Немецкое радио передавало «Песнь немцев» без слов, исполнялась только гайдновская мелодия.
Тем не менее, песня продолжала оставаться общепризнанным всегерманским символом. Когда 9 ноября 1989 года стало известно, что после почти 30 лет существования Берлинской стены ГДР смягчила для своих жителей пограничный режим между Восточным и Западным Берлином, фактически позволив им свободно пересекать границу, депутаты бундестага поднялись со своих мест и хором спели «Единство, право и свобода». На следующий день то же самое произошло перед Шёнебергской ратушей, при участии предыдущего канцлера Вилли Брандта и действующего — Гельмута Коля. В ночь с 9 на 10 ноября Берлинская стена пала. Через год, 3 октября 1990 года, перед Рейхстагом на празднике, посвящённом объединению Германии, вновь звучала «Песнь немцев».

### Объединённая Германия

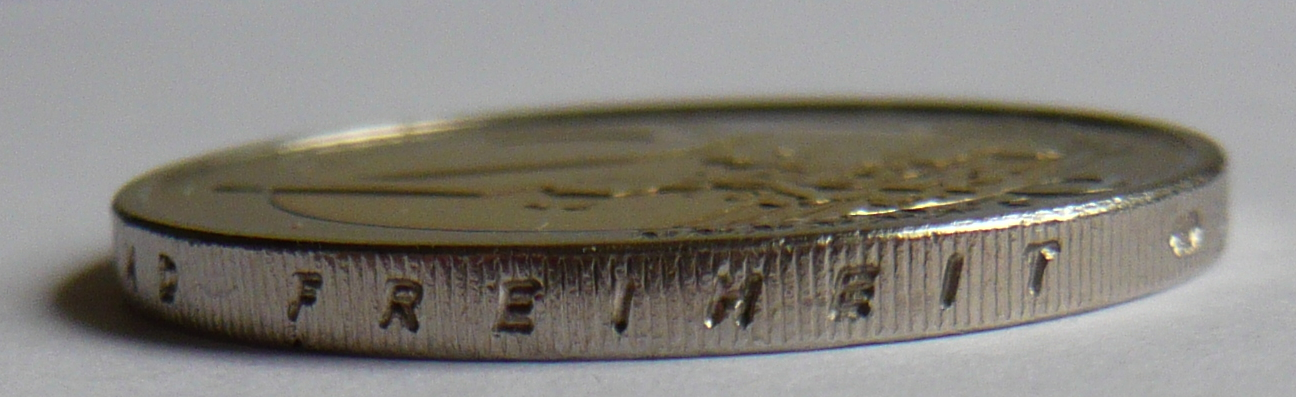
Первая строка третьей строфы «Песни немцев» выгравирована на ребре монеты достоинством 2 евро

Решением Народной палаты ГДР с 3 октября 1990 года конституция ФРГ вступила в действие на всей территории ГДР. Это решение де-юре оформило присоединение ГДР к ФРГ. Однако вопрос о гимне не был прописан в конституции — там упоминался лишь государственный флаг. Поэтому для того, чтобы «Песнь немцев» стала гимном всей страны, потребовался ещё один шаг. 19 августа 1991 года, спустя 40 лет после исторической переписки Аденауэра и Хойса, федеральный президент Германии Рихард фон Вайцзеккер отправил письмо канцлеру Гельмуту Колю, в котором предложил объявить «третью строфу гофманско-гайдновской песни, зарекомендовавшую себя как символ государства и отражающую ценности, которые важны для нас как немцев, европейцев и членов мирового сообщества», гимном объединённой Германии. В ответном письме от 23 августа Коль от имени правительства поддержал предложение президента. С официальной публикацией этой переписки 10 ноября 1991 года государственным гимном объединённой Германии стала третья строфа «Песни немцев».

## Отдельные пассажи

### Германия превыше всего
Когда Гофман в 1841 году написал текст песни, германский вопрос был весьма актуален. Германо-французский Рейнский кризис 1840 года привёл к возрождению национального движения, возникновению множества антифранцузских и милитаристских песен и стихов, как, например, «Стража на Рейне» Макса Шнекенбургера. В этой политической обстановке возникла и «Песнь немцев».
Гофман фон Фаллерслебен не был националистическим идеологом. Он был филологом, поэтом, собирателем немецкого фольклора. По политическим воззрениям он был либералом, был знаком со многими прогрессивными людьми своего времени. К примеру, одним из его друзей был Роберт Блюм, лидер умеренных демократов во Франкфуртском национальном собрании.
Строка «Германия, Германия превыше всего / превыше всего в мире» восходит к австрийской военной песне Генриха Йозефа Коллина 1809 года, призывающей к восстанию против наполеоновского правления: «Стоит ей только захотеть, Австрия всегда превыше всего! […] Что может сделать душитель [Наполеон], если Австрия захочет?» Формулировка «превыше всего» в данном контексте означала «сильнее Франции». Гофман фон Фаллерслебен знал песню Коллина и применил её к ситуации 1840 года.
Однако у него эта строка не содержала агрессивного притязания на власть. В ней выражалось требование, чтобы единство Германии (в понимании автора — всех немецкоговорящих земель) получило приоритет над всеми остальными политическими целями. Его посыл заключался в том, что Германия была бы сильнейшей державой, если бы она была политически едина. Первая строфа песни призывает читателя или слушателя ценить единство Германии больше, чем правителей многочисленных отдельных государств Германского союза, что свидетельствует о либеральных настроениях её автора.
Фон Фаллерслебен — и это ещё раз подчёркивается в третьей строфе — желал лишь всегерманского единства. В его «Песни» Германия представала не как совокупность разрозненных княжеств, но как правовое и конституционное государство: «Единство, право и свобода — это счастья залог». Тема «права и свободы» была лично близка автору, который уже в 1842 году подвергся опале за свои «Неполитические песни». И, как и большинство его современников, он надеялся, что все немецкие территории и государства сумеют преодолеть свой партикуляризм и создадут единое свободное государство. И именно создание этой Германии, в границах немецкой языковой и культурной области, должно было стать превыше всех остальных целей.
Свою роль в создании неверной трактовки исходного текста внесла работа Альфреда Фуллье, который перевёл третью строку первой строфы («zu Schutz und Trutze») на французский как pour se défendre et attaquer («для обороны и нападения»), в то время как фон Фаллерслебен использовал в оригинальном тексте плеоназм для обозначения защиты.
Особую популярность песня приобрела в годы Первой мировой войны, когда внезапно стала национальным «символом веры». Это активно использовалось в пропаганде Антанты, которой фраза «Германия превыше всего» интерпретировалась не в значении: «Мы любим Германию больше всего», а как «Германия должна править миром».
Известный немецкий филолог Виктор Клемперер в своей книге «LTI. Язык Третьего рейха», противопоставляя «Песнь немцев» агрессивным гимнам нацистского периода, писал: «Во время Первой мировой войны союзники хотели прочесть в нашем гимне „Германия превыше всего“ стремление Германии к завоеваниям. Это было несправедливо, потому что „превыше всего на свете“, несомненно, говорило не об экспансионистских устремлениях, а только о признании того чувства, которое патриот испытывает к своей родине».
Когда в 1922 году «Песнь немцев» была объявлена государственным гимном, Фридрих Эберт трактовал содержание её первой строфы следующим образом: «Как когда-то поэт, сегодня мы любим Германию больше всего на свете».
Тем не менее после Второй мировой войны «Песнь немцев» — в связи с её более поздними интерпретациями — подвергалась критике и внутри Германии. Так, в 1979 году немецкий литературовед Йост Херманд писал: «У этого стихотворения есть не только посыл, но и восприятие. И оно явно негативное. В конце концов, начиная с 1914 года оно было настолько сильно заряжено и подпитывалось ложным содержанием, что его происхождение постепенно становилось всё менее и менее важным».

### Географические границы

Географические данные песни и государственные границы времён её создания (жёлтым показаны области распространения немецкого языка)

Германия, о которой говорится в песне (Von der Maas bis an die Memel, von der Etsch bis an den Belt) ограничена тремя реками и одним проливом. Две из них являлись в то время границами Германского союза:
- река Маас протекала через Герцогство Лимбург, которое с 1839 года (кроме Мастрихта и Фенло) входило в Германский союз.
- река Эч протекала в Южном Тироле и по всей длине находилась на территории Австрийской империи.

Другие водные границы, не являвшиеся тогда границами Германского союза, обозначали границы проживания немецкоговорящего населения. Эти территории немецким национальным движением рассматривались как часть будущего немецкого национального государства.
- Малый Бельт — пролив на северной границе герцогства Шлезвиг, между островами Фюн и Эрё на востоке и островом Альс и полуостровом Ютландия на западе.
- река Неман (нем. Memel) — протекала в восточной части Пруссии, Литве и Беларуси и обозначала восточную границу Пруссии. Прусские провинции Восточная и Западная Пруссия и провинция Позен, в отличие от остальной Пруссии, не были частью Германского союза.

### Вторая строфа
В письме подруге своей юности Генриетте фон Швахенберг (нем. Henriette von Schwachenberg) 27 августа 1841 года поэт писал:

Не стоит даже говорить, что, когда я писал «немецкие женщины», то думал в первую очередь о Вас. Как и моё самое первое произведение, спустя ровно 20 лет я посвящаю Вам и мою «немецкую песнь».
Оригинальный текст (нем.)Daß ich, als ich 'Deutsche Frauen' schrieb, in erster Linie Ihrer gedachte, ist kaum der Erwähnung wert. Wie mein Erstlingswerk widme ich nach genau 20 Jahren auch mein Deutschland-Lied Ihnen
— письмо Гофмана фон Фаллерслебена Генриетте фон Швахенберг
В начале XX века по педагогическим соображениям в печатавшейся в школьных учебниках версии «Песни немцев» строка «Deutsche Frauen, deutsche Treue, / deutscher Wein und deutscher Sang!» (Немецкие женщины, немецкая верность, / Немецкое вино и немецкие песни!) заменялась на «Deutsche Sitte, deutsche Treue, / deutscher Mut und deutscher Sang!» (Немецкая традиция, немецкая верность, / Немецкое мужество и немецкие песни!).

## Рукописи
Существует несколько рукописей «Песни немцев», и в настоящее время невозможно однозначно установить, какая из них была создана первой.
Одна из них хранится в Берлинской государственной библиотеке, в отделе рукописных документов (шифр Nachl. Hoffmann v. Fallersleben 70) . Часть наследия писателя находится в Польше, в т. н. «Берлинке» — фондах, попавших в руки польских властей после того, как области Германской империи восточнее границы по Одеру — Нейсе отошли к Польше, и в настоящее время хранящихся в библиотеке Ягеллонского университета. В 2007 Frankfurter Allgemeine Zeitung сообщила о том, что рукопись «Песни немцев» также находится в данной коллекции, однако позже эта информация была опровергнута.
Другой экземпляр находится в городской и земельной библиотеке Дортмунда. Датированный 26 августа 1841 года, он был приобретён библиотекой в 1927 году за 950 рейхсмарок, а его факсимиле находится в берлинском Рейхстаге.
В 2011 году в Мельдорфе был обнаружен ещё один экземпляр, содержавший только первую строфу песни. Фон Фаллеслебен посетил этот городок 29 августа 1845 во время своей поездки по Дитмаршену.

## Комментарии
1. ↑  Грамоту о создании Германского союза подписали 34 княжества и 4 свободных города (Бремен, Франкфурт, Гамбург и Любек)[10], ландграфство Гессен-Гомбург вошло в состав союза только в 1817 году
2. ↑  Единые таможенные правила были введены Пруссией в 1818 году, затем к ним постепенно присоединялись другие германские государства. Гамбург и Бремен присоединились последними в 1888 году, уже после образования Германской империи.
3. ↑  Фаллерслебен входил в состав Ганноверского королевства
4. ↑  Под «рейнской песней» (Rheinlied) Кампе имел в виду популярную в то время антифранцузскую песню «Стража на Рейне»
5. ↑  Мужское хоровое общество
6. ↑  В настоящее время — Haus Streif, Jungfernstieg 38
7. ↑  а не только населённой немцами Австрии
8. ↑  В некоторых источниках указывается 30 сентября 1862 года